# Dianthus edetanus
Dianthus edetanus là loài thực vật có hoa thuộc họ Cẩm chướng. Loài này được (M.B.Crespo & Mateo) M.B.Crespo & Mateo mô tả khoa học đầu tiên năm 2008.